# Listikot
Listikot (Nepali लिस्तिकोट) ist ein Village Development Committee (VDC) in Nepal im Distrikt Sindhupalchok.
Das VDC Listikot liegt im Himalaya im Norden von Sindhupalchok. Listikot liegt fast vollständig auf der westlichen Uferseite des Sunkoshi (auch Bhotekoshi) nördlich der Einmündung des Kauley Khola. Die Fernstraße Araniko Rajmarg führt entlang dem gegenüberliegenden Flussufer von Kathmandu zur chinesischen Grenze.  
Beim Touristenzentrum The Last Resort (⊙) befindet sich eine Fußgängerhängebrücke über den Sunkoshi, von welcher Bungee gesprungen wird.

## Einwohner
Bei der Volkszählung 2011 hatte das VDC Listikot 3305 Einwohner (davon 1555 männlich) in 949 Haushalten.

## Dörfer und Weiler
Listikot besteht aus mehreren Dörfern und Weilern. 
Die wichtigsten sind:
- Chakhu (1240 m ⊙)
- Listi (2300 m ⊙)